# ناتالي لامبرت
ناتالي لامبرت هي متزلجة على مسار قصير كندية، ولدت في 1 ديسمبر 1963 في مونتريال في كندا.

## وصلات خارجية
- ناتالي لامبرت على موقع SpeedSkatingBase.eu (الإنجليزية)
- ناتالي لامبرت على موقع SpeedSkatingNews.info (الإنجليزية)
- ناتالي لامبرت على موقع SpeedSkatingStats.com (الإنجليزية)
- ناتالي لامبرت على موقع ShortTrackOnLine.info (الإنجليزية)
- ناتالي لامبرت على موقع أوليمبيديا (الإنجليزية)
- ناتالي لامبرت على موقع قاعة كندا للمشاهير الرياضية (الإنجليزية)
- ناتالي لامبرت على موقع قاعة كيبيك للمشاهير الرياضية (الفرنسية)